# 日野資敬
日野 資敬（ひの すけのり）は、江戸時代後期の高家旗本。高家日野家8代当主。

## 略歴
丹波国篠山藩4代藩主・青山忠裕の子として誕生した。天保8年（1837年）5月4日、養父の7代当主・日野資邦の死去により、家督を相続した。天保14年（1843年）8月15日、12代将軍・徳川家慶に御目見する。安政3年（1856年）11月15日、高家職に就き、従五位下・侍従・若狭守に叙任する。万延元年（1860年）12月26日、辞職する。
文久元年（1861年）5月26日、死去。養父・資邦の長男である資訓を養子に迎えた。